# Смокинг (филм)
Смокинг (енгл. The Tuxedo), је акциона филмска комедија, у режији Кевина Донована и по сценарију Мајкла Џ. Вилсона и Мајкла Џ. Лисона из 2002. године.
Џими Тонг је једноставан човек и возач по професији. Једног дана, испробава специјално одело које помаже носиоцу да изводи изванредне борбене технике и тако се укључује у шпијунску мисију.

## Радња
Џејмс „Џими” Тонг је таксиста који жели да привуче пажњу Џенифер, запослене у уметничкој галерији. Случајно изазива несрећу са агресивним бициклистом, која се дешава испред Џенифер. Али га прати путница, Стина, чији је једини захтев да је што пре одведе до имања милионера Кларка Девлина.
Кларк нуди да му постане шофер. Милионер се према њему опходи љубазно и њих двојица брзо постају пријатељи. Једина забрана је да се не дира Кларков смокинг. Једном током путовања, Џими чује разговор о нестанку агента Воласа (он бива убијен у уводу). Шофер схвата да је Кларк тајни владин агент. Непознате особе покушавају да убију агента скејтбордом на радио-контролу са експлозивом. Долази до експлозије, Џими и Кларк беже, али агента погађа фрагмент. Кларк каже да пронађе извесног Волдомира и тражи да стави свој сат, након чега пада у кому.
Сат омогућава Џимију приступ смокингу, који власнику даје изузетну снагу и окретност. Џими добија позив од агента Дела Блејна, који му прича о корпорацији Бенинг, на чијем је челу Дитрих Бенинг. Њена вода, заражена генетски модификованим бактеријама, не гаси жеђ, већ напротив, суши жртву, претварајући је у мумију за неколико минута.
Дел меша Џимија са Кларком, а недостатак вештина специјалног агента надокнађује смокингом. Дел наређује Џимију да инсталира бубицу како би прислушкивао Дитрихов разговор. Бенингови људи покушавају да убију Џимија и мисија не успева.
Остаје да се директно шпијунира Дитрих када присуствује представи певача Џејмса Брауна. Не прорачунавши моћ смокинга, Џими једним додиром ошамућује Брауна и приморан је да наступа уместо њега. Захваљујући смокингу, пружа невероватан наступ и постаје миљеник публике. Затим одвлачи пажњу Бенинговој вереници - Шерил, док Дел покушава да од њега сазна информације о Бенинговим плановима, али га стражари препознају.
Шерил, импресионирана Џимијевим способностима, покушава да добије секс од њега и скида му смокинг. Тада Бенингове убице скоро убијају Џимија, али он се бори против њих и спасава Дела. Упркос свему, Дел сазнаје да се Бенингова лабораторија налази у његовој кући, где ће се ускоро одржати забава.
Претварајући се да су позвани гости, Џими и Дел проналазе скривени улаз у лабораторију у базену. Тамо агенти сазнају да је Бенинг планирао да зарази америчке резервоаре и тако стекне монопол на чисту воду, што ће му донети огроман профит. У међувремену, Стина препознаје Џимија као возача и то извештава Дела. Она му наређује да скине смокинг, али је потом заробљавају Бенингови послушници.
Џими се враћа на Кларково имање и тамо схвата да је Волдомир, кога је требало да пронађе, инсект водомера. Заразивши водомер бактеријама, Бенинг трује резервоаре. Тада Џими открива да је Кларк наручио још један смокинг за њега, облачи га и предаје се Бенингу. Одједном активира смокинг, Бенинг облачи први смокинг и упушта се у двобој. Током борбе, Џими баца чашу са материцом водомера у Бенингова уста. Преостали водомери нападају Бенинга и он се претвара у мумију.
Ради уништења криминалца, ЦСБ помаже Џимију да коначно упозна Џенифер. Међутим, збуњен контрадикторним упутствима, Џими све уништава, а Џенифер га тера. Убрзо, Дел и Џими схватају да се свиђају једно другом и одлазе заједно на кафу.